# Het tweede jungleboek

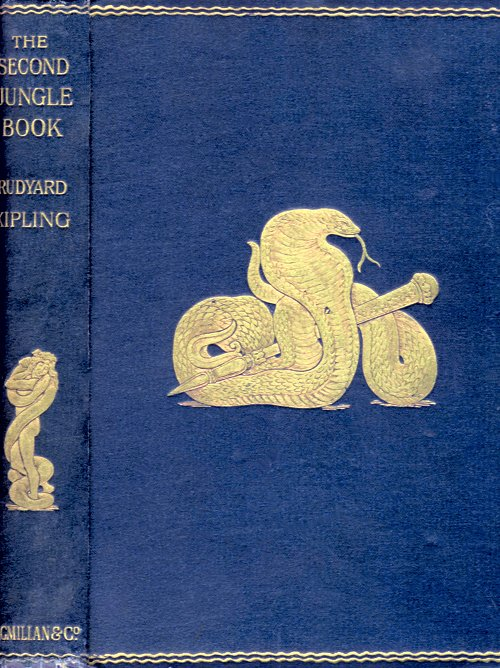
Band van de originele uitgave van Het tweede jungleboek, 1895

Het tweede jungleboek (originele titel The Second Jungle Book) is een verhalenbundel uit 1895, geschreven door Rudyard Kipling. Het is een vervolg op de verhalenbundel Het jungleboek.
Het boek bevat vijf nieuwe verhalen over Kiplings bekendste personage uit de vorige verhalenbundel, Mowgli. Verder bevat het boek drie andere verhalen. De meeste van deze verhalen schreef Kipling toen hij in Vermont woonde.
Het boek is minder bekend dan zijn voorganger. De voorstelling op de rug van het omslag lijkt een replica te zijn van Lilith, een schilderij van John Collier uit 1892.

## Verhalen
"Hoe de Vrees in de wereld kwam"tijdens een periode van grote droogte, verzamelen Mowgli en de dieren zich bij een rivier om het laatste beetje water te verdelen. Hathi vertelt de aanwezige dieren het verhaal over hoe de eerste tijger zijn strepen kreeg.
"The King's Ankus"Mowgli ontdekt onder een groep ruïnes een met juwelen bedekte staf en neemt deze mee. Hij is zich niet bewust dat van het feit dat andere mensen een moord zouden plegen voor dit kostbare voorwerp.
"Letting In the Jungle"Mowgli is uit het mensendorp verdreven wegens tovenarij. De bijgelovige dorpelingen willen vervolgens Mowgli’s adoptiefouders ombrengen. Mowgli keert terug om hen te redden en wraak te nemen.
"De Rode Hond"Mowgli's wolvenroedel wordt bedreigd door een roedel dhole. Mowgli vraagt Kaa om hulp om deze dieren te verslaan.
"The Spring Running"Mowgli, nu bijna 17 jaar oud, keert weer terug naar het mensendorp. Hier vindt hij wederom zijn adoptiefmoeder, die nu zelf een zoon heeft. Mowgli wordt voor een lastige keuze gesteld: bij haar blijven of terugkeren naar de jungle.
"The Miracle of Purun Bhagat"Een invloedrijke Indiase politicus doet afstand van zijn aardse bezittingen en wordt een heilige. Hij moet een dorp redden van een aardverschuiving met behulp van de lokale dieren.
"De Begrafenisondernemers"een moeraskrokodil, een jakhals en een ooievaar, drie van de minst populaire dieren bij een rivier, brengen een avond met elkaar door totdat er een groep Britten arriveert die een rekening te vereffenen hebben met de krokodil.
"Quiquern"een jonge Inuit en zijn sledehond trekken eropuit in een laatste wanhoopspoging voedsel te vinden voordat hun stam door honger zal sterven. Ze worden blijkbaar geholpen door de geest Qiqirn, maar die is wellicht niet helemaal wat hij beweert te zijn.

## Afgeleide werken
- Het derde jungleboek, een vervolg op dit boek, geschreven in 1992 door Pamela Jekel.
- The Second Jungle Book: Mowgli & Baloo, een film uit 1997 met Jamie Williams als Mowgli.